# The Rippingtons
The Rippingtons – grupa muzyczna grająca fussion jazz, często określana również jako smooth jazz. Utworzona w 1986 roku przez gitarzystę i lidera Russa Freemana. W pierwszej połowie lat 90., grupa tworzyła muzykę zaliczaną do instrumentalnego jazz-rocka. Po roku 1999 tworzona muzyka posiada duże wpływy gatunku smooth jazz. Wiele z utworów grupy jest odtwarzanych jako tło muzyczne prognoz pogody.

## Aktualny skład grupy
- Russ Freeman — gitary, instr. klawiszowe, programowanie
- Dave Karasony — perkusja
- Bill Heller — instrumenty klawiszowe
- Jeff Kashiwa — saksofony
- Rico Belled — gitara basowa

W latach wcześniejszych w grupie występowali między innymi : Eric Marienthal, Brandon Fields, David Benoit, Gregg Karukas, Tony Morales, Mark Portman, Kenny G, Steve Reid, Kim Stone, Scott Bredman, Paul Taylor.

## Dyskografia
- Moonlighting (1986)
- Kilimanjaro (1988)
- Tourist In Paradise (1989)
- Welcome to the St. James Club (1990)
- Curves Ahead (1991)
- Weekend in Monaco (1992)
- Live In L.A. (1993)
- Sahara (1994)
- Brave New World (1996)
- Black Diamond (1997)
- Best Of The Rippingtons (1997)
- Topaz (1998)
- Life in the Tropics (2000)
- Live Across America (2002)
- Let It Ripp (2003)
- Wild Card (2005)
- The Rippingtons: 20th Anniversary (2006)
- Modern art (2009)
- Côte d'Azur (2011)
- Open Road (2019)